# Josep Espar
Josep Espar i Ticó (Barcelona, 22 de diciembre de 1927-20 de agosto de 2022) fue un político, abogado y empresario español, de origen catalán. Fue uno de los promotores culturales más activos de Cataluña.

## Biografía
En 1950 se licencia en Derecho por la Universidad de Barcelona. En 1954 se une al grupo Crist Catalunya, formado por políticos nacionalistas cristianos. En 1960 se ve implicado en los Sucesos del Palau de la Música y anteriormente lo estuvo en el Caso Galinsoga.

## Trayectoria
El año 1961 fue uno de los fundadores de la discográfica Edigsa. También intervino en la campaña "Queremos obispos catalanes" y en el Congreso de Cultura Catalana, del que  fue gerente (1975-1977) y miembro de su patronato. El año 1974 también fue uno de los fundadores de Convergencia Democrática de Cataluña. Se presenta en el Senado por CiU a las elecciones generales de 1979, pero no fue elegido.
A su vez, Espar i Ticó participó en la creación del diario Avui, la revista Cavall Fort y la editorial L'Arc de Berà. En 1984 recibe la Cruz de Sant Jordi de la Generalidad de Cataluña. De 1984 a 1986 fue secretario general del II Congreso Internacional de la Lengua Catalana.
Participó de manera activa en el "Colectivo por un buen trazado del TGV", que intentó modificar el trazado del tren de alta velocidad evitando la Sagrada Familia de Barcelona. Trabajó para que saliera adelante el III Congreso Internacional de la Lengua Catalana, que consideraba indispensable. En 2020 la Universitat Catalana d'Estiu le otorgó el Premio Canigó.

## Lista de obras
- Amb C de Catalunya: Memòries d'una conversió al catalanisme (1936-1963). 1994. ISBN 978-84-297-3745-5
- Moral de victòria: Camins per a la plenitud de Catalunya. 1996. ISBN 978-84-86887-35-3
- Catalunya sense límits: Memòries, 1963-1996. 2001. ISBN 978-84-297-4816-1
- Petita història de Catalunya. 2002. ISBN 8483344211
- Els Stops a la història de Catalunya. 2003. ISBN 8495988062
- Em dic Catalunya i vull presentar-me. 2005.